# Comic Party
Comic Party är en japansk manga och anime från 2001. Animen är 13 delar lång.
Genrerna är komedi, drama och aningen skolliv och ecchi. Målgruppen är tonåringar och även lite yngre (det kan dock förekomma blodigt våld, fult språk samt viss nakenhet).

## Handling
Kazuki, en japansk högstadieelev, dras in i mangavärlden på en mangautställning, tillsammans med sin vän Mizuki, av hans helgalna kompis Taishi. Efter ett tag så övertygar Taishi Kazuki att rita en fan-manga. Mizuki, som inte alls gillar den instängda lukten eller de långa mangaköerna, blir inte glad över detta. Kazuki vill bli klar med sin manga innan nästa utställning till varje pris, så att hans skolarbete och relationer skadas, och glider ifrån Mizuki mer och mer.

## Musik
Öppningslåten: Kimi no Mama de av Emi Motoda

Avslutningslåt: Katachi no Nai Machi wo Mezashite av Kaya.